# RY Большого Пса
RY Большого Пса (лат. RY Canis Majoris), HD 56450 — одиночная переменная звезда в созвездии Большого Пса на расстоянии приблизительно 5292 световых лет (около 1622 парсеков) от Солнца. Видимая звёздная величина звезды — от +8,45m до +7,71m.

## Характеристики
RY Большого Пса — жёлтый сверхгигант или яркий гигант, пульсирующая переменная звезда, классическая цефеида (DCEP) спектрального класса F6-G0Ib или F8Ib/II. Эффективная температура — около 6096 К.